# Персиковая пальма
Персиковая пальма (лат. Bactris gasipaes) — древовидное растение семейства Пальмовые, дающее съедобные плоды.

## История

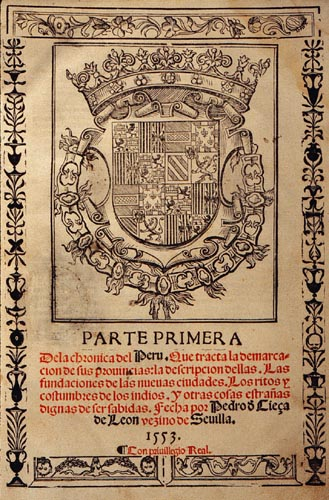
Первая часть книги «Хроника Перу», (1553).

В 1553 году в книге «Хроника Перу» Педро Сьесы де Леона:

С высот гор текут очень красивые реки, их берега были полны разнообразных плодов и очень колючих тонких пальм, на верхушках которых растёт плодовая гроздь, которую мы называем пихибаес, очень крупная и полезная, поскольку они делают вино и хлеб из него. И если они рубят пальму, то добывают изнутри съедобный стебель приличного размера, вкусный и сладкий.— Сьеса де Леон, Педро. Хроника Перу. Часть Первая. Глава XI.

## Биологическое описание

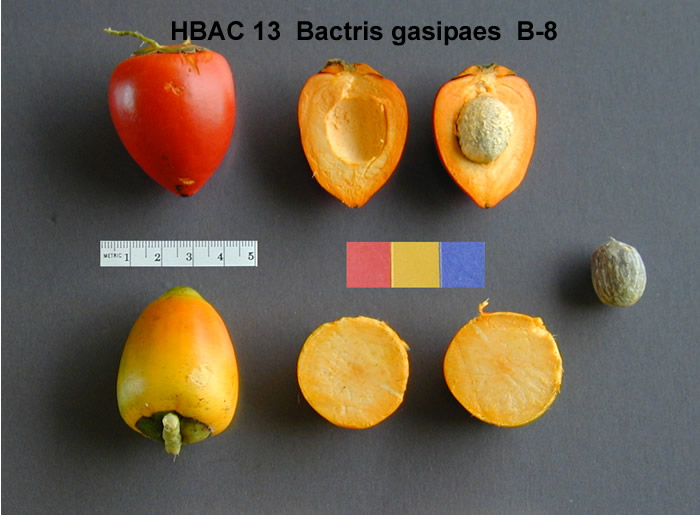
Плоды Персиковой пальмы

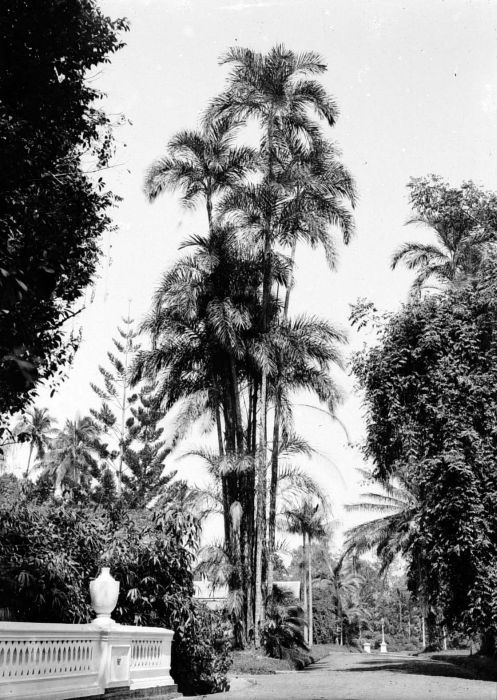
Особенность роста

Прямая стройная пальма высотой 20—30 метров. Ствол по всей его длине или только в верхней части охватывают широкие кольца длинных (до 12 см) чёрных иглообразных колючек, сильно затрудняющих сбор урожая.
Листья длинные (2,4—3,6 метра), перистосложные, с ланцетовидными тёмно зелёными, колючими по краям, листочками. Черешки также покрыты колючками.
Цветки мелкие, желтовато-белые, мужские и женские собраны вперемешку в кисти длиной до 30 см, расположенные под самой кроной пальмы.
Плоды, жёлтого, оранжевого или красного цветов, висят гроздьями по 50—100 штук. Они чашевидной, конической или овальной формы, длиной около 6 см, со слабо выраженными шестью гранями. Под тонкой кожицей находится сладкая мучнистая жёлто-оранжевая мякоть и крупная яйцевидная косточка с острой верхушкой.  Название плода дано по сходству цвета с персиком, а не по вкусу,  который сухой и мучнистый, может быть сравнён с каштанами с сыром.
|                                                                                        |  |  |  |  |
| Слева направо: Стволы. Колючки ствола. Колючки на листьях. Соцветие. Гроздь с плодами. |  |  |  |  |

## Распространение

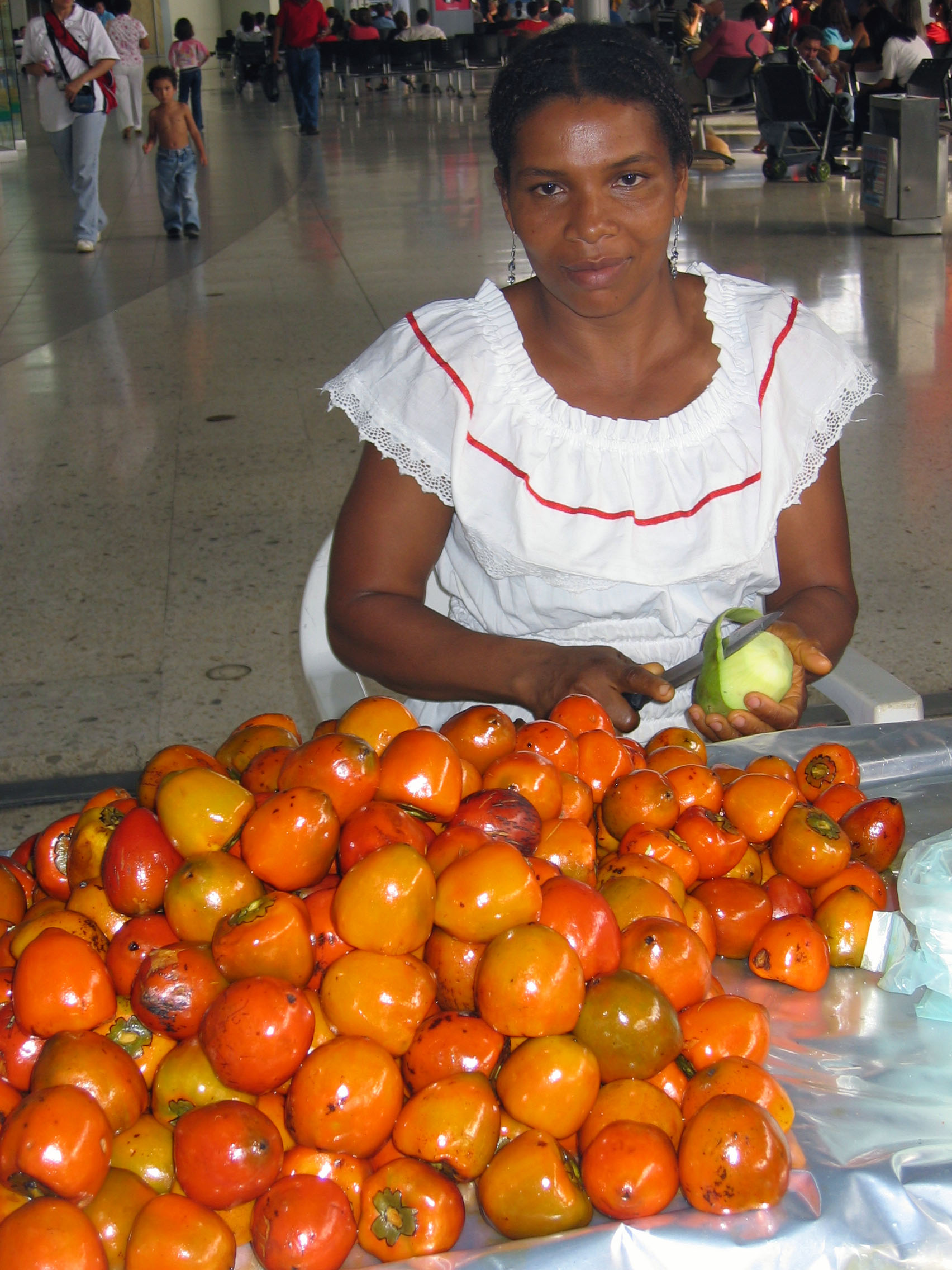
Персиковая пальма продаётся в аэропорту Кали (Колумбия).

Родина Персиковой пальмы — амазонские джунгли Бразилии, Колумбии, Эквадора и Перу. Эта пальма издавна культивировалась и распространялась индейскими племенами на соседние области. Наиболее важное экономическое значение она имеет в Коста-Рике. Культивируется также в Панаме, Никарагуа, Гондурасе, Гватемале, северной части Южной Америки и на Антильских островах. В 1924 году Персиковая пальма была введена в культуру на Филиппинах, а в 1970-х годах — в Индии.

## Использование

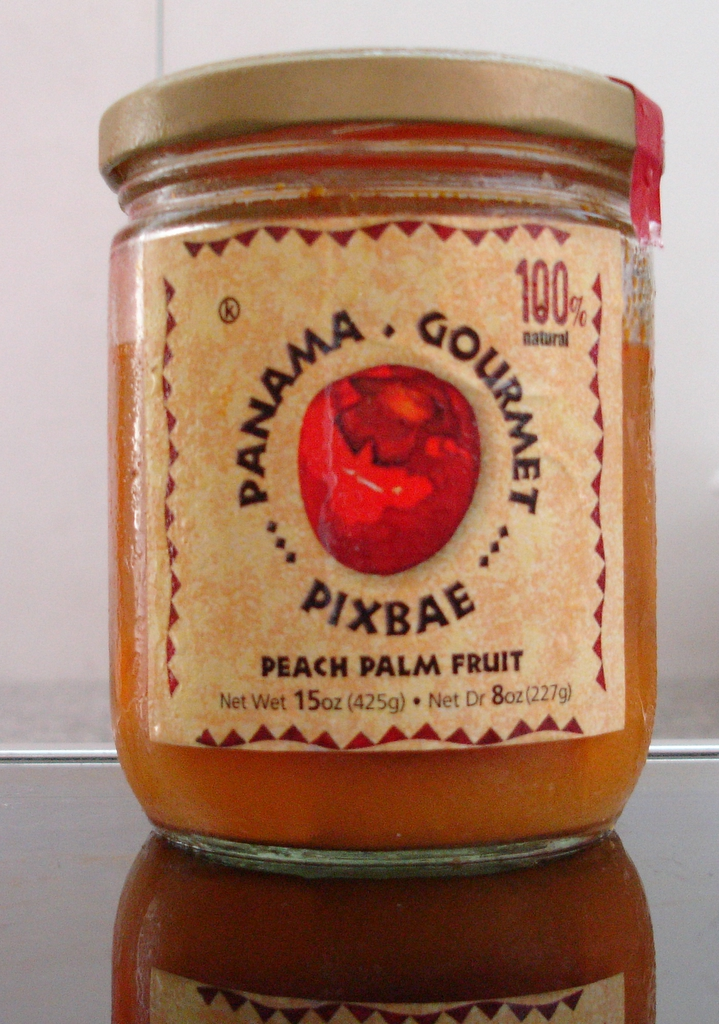
Джем из плодов

Плоды варят 2—3 часа в солёной воде, часто с добавкой масла, предварительно надрезав кожуру, затем едят в горячем виде. Обычно их употребляют в пищу с какой-нибудь подливой или как гарнир к жирным блюдам, поскольку мякоть персиковой пальмы суховата. Мякоть плодов также добавляют в хлебные изделия, готовят из них крепкий алкогольный напиток. Ядра косточек съедобны, по вкусу напоминают кокос.
Мягкую сердцевину из верхней части ствола (пальмито), как и у некоторых других видов пальм, едят в сыром виде или используют в различные блюда, консервируют.
Древесину пальмы используют как строительный материал, а из листьев делают кровлю для хижин.